# Demon Slave
Demon Slave (魔都精兵のスレイブ Mato Seihei no Slave) ist eine japanische Manga-Serie, geschrieben von Takahiro und illustriert von Yōhei Takemura. Sie ist in die Genres Action, Fantasy und Shōnen einzuordnen.
Die Handlung spielt in einer matriarchalischen Welt, in der keine Gleichberechtigung zwischen Männern und Frauen existiert. Die gesellschaftlichen Rollen stehen im Gegensatz zum traditionellen Geschlechterbild.

## Handlung

### Mato
Mato ist eine andere Dimension, die etwa die Größe von Tokyo hat und von Dämonen, auch Shuuki genannt, bewohnt wird. Diese Dämonen greifen Menschen in großer Zahl sofort an und können sich zu größeren Dämonen zusammenschließen. In Mato existieren spezielle Früchte namens Pfirsiche, die demjenigen, der sie verzehrt, besondere Fähigkeiten verleihen. Wenn ein Mann die Frucht isst, hat dies keine Wirkung. Die erhaltenen Fähigkeiten hängen stark von der Persönlichkeit und den Zielen der Person ab. Zum Beispiel erlangte Himari die Fähigkeit namens „Learning“, weil sie das Verlangen hatte, von anderen zu lernen und somit die Fähigkeiten anderer nutzen kann. Yachiho hingegen hatte das Verlangen, mehr Zeit mit ihrer Schwester zu verbringen, was zu ihrer zeitkontrollierenden Fähigkeit „Golden Hour“ führte.
In Mato bilden sich regelmäßig temporäre Portale, durch die Menschen nach Mato oder Shuuki in die irdische Welt gelangen können. Diese Vorfälle werden allgemein als „Mato-Katastrophe“ bezeichnet. Es besteht kein direkter Zusammenhang zwischen der Position in Mato und dem Zielpunkt in der irdischen Welt bei den temporären Portalen. Mato ist von unzähligen Höhlen und Tunneln durchzogen. Im Zentrum befindet sich ein gigantisches Tunnelsystem, in dem viele Pfirsichbäume wachsen, weshalb das Anti-Dämonen-Regiment regelmäßig Expeditionen dorthin entsendet. Außerdem wachsen in Mato Pilze, die für humanoide Wesen eine Delikatesse sind. Allein der Geruch der Pilze versetzt Menschen in einen Rauschzustand.
Mato wurde in acht Bereiche unterteilt, sowie einem neunten Bereich im Zentrum, wobei die Nummer 4 übersprungen wurde. Im Japanischen wird die 4 als „Shi“ (四) gelesen, was auch „Tod“ (死) bedeuten kann, weshalb sie als Unglückszahl gilt. Im Nordosten befindet sich Kimon (Sitz der zweiten Einheit) und im Südwesten Urakimon (Sitz der siebten Einheit), wo es besonders häufig zu Dämonenangriffen kommt. Aus diesem Grund verfügen diese Einheiten über eigene Beobachtungsspezialisten. Jeder der neun Bereiche beherbergt den Sitz einer Einheit mit einem stabilen stationären Portal. Die Wohnheime der Einheiten sind nach den Prinzipien von Mato-Yin-Yang erbaut und werden von mächtigen Bannkreisen geschützt, die jeden Dämonen töten, der versucht, sie zu durchdringen.

### Anti-Dämonen-Regiment und Yin-Yang Behörde
Das Anti-Dämonen-Regiment ist eine spezielle Einheit, welche gegründet wurde, um Mato zu erforschen und die dortigen Gefahren zu bekämpfen. Jedes Mitglied ist weiblich und besitzt eine Pfirsichkraft. Dieses Regiment ist in neun Einheiten aufgeteilt, von denen jede einen Bereich von Mato überwacht (es gibt allerdings keine vierte Einheit gibt, da die 4 als Unglückszahl gilt). Jede Einheit wird von einer Kommandantin geleitet, und die zehnte Einheit wird von der General-Kommandantin geführt, die allen anderen Kommandantinnen übergeordnet ist. Die General-Kommandantin wird in regelmäßigen Abständen nach demokratischen Prinzipien von den anderen Kommandantinnen gewählt.
Es überwacht Mato und kümmert sich auch darum, dass Dämonen, die in die irdische Welt eindringen, schnellstmöglich vernichtet werden, um die Verluste menschlichen Lebens zu vermeiden. Die einzelnen Einheit sind auch für Mato-Katastrophen zuständig, welche in der irdischen Welt passieren, wenn diese in den Regionen auftreten, zu denen die stationären Portale der Einheiten führen (So ist die zweite Einheit für Vorfälle in Yokohama zuständig). Auch beschützt das Regiment Mato, da die Pfirsiche und die Kräfte, die sie verleihen, das Internationale Kräftegleichgewicht zerstören können.
Außerdem sendet das Regiment regelmäßig Expeditionen in die Tunnelsysteme von Mato um Pfirsiche zu ernten. Diese werden in die Vertretungen in der irdischen Welt geschickt. Alle Frauen haben das Recht, einen Pfirsich zu verzehren. Dafür muss ein Antrag gestellt werden, und nach einem persönlichen Gespräch und einer gründlichen Hintergrundüberprüfung darf ein Pfirsich unter Aufsicht von Fachpersonal verzehrt werden. Um die internationalen Spannungen, die durch die Macht der Pfirsiche entstehen, abzumildern, schickt das Regiment regelmäßig Kontingente mit Pfirsichen an andere Länder.
Die Yin-Yang Behörde ist eine Forschungseinrichtung, welche gefangene Dämonen untersucht und konventionelle Waffen modifiziert um die Dämonen bekämpfen zu können. Die Behörde kümmert sich auch um die Humanoiden (Menschen die in Mato einen Pfirsich aßen und seitdem halb Mensch und halb Dämon sind). Die Behörde experimentiert an den Humanoiden und versucht offiziell diese zu heilen, jedoch sind diese Versuche oft sehr schmerzhaft und die humanoiden sind meist noch Kinder.

### Haupthandlung
Der Zwölftklässler Yuki Wakura gerät auf dem Heimweg in eine sogenannte Mato-Katastrophe – Ereignisse, bei denen sich zufällig Portale zwischen der wirklichen Welt und Mato bilden, wodurch Menschen in Mato landen können und meist verschwinden.  Als Yuki von einem Shuuki (2,5 m bis 3 m große Dämonen) angegriffen wird, wird er von Kyoka Uzen, der Kommandantin der 7. Einheit des Anti-Dämonen-Regiments, gerettet. Da beide in eine Notlage geraten, hat Kyoka keine andere Wahl als Yuki anzubieten, ihn mit ihrer Fähigkeit "Slave" zu versklaven und sein Potential freizusetzen. Yuki willigt ein und wird in eine Monsterform verwandelt, mit der beide die Shuuki besiegen können. Als die Verwandlung abklingt, erhält Yuki eine Belohnung von Kyouka, die aus leidenschaftlichen Küssen besteht. Kyoka rekrutiert Yuki als neues Mitglied für das Anti-Dämonen-Regiment. Im Wohnheim erfährt Yuki jedoch, dass er der neue Hausmeister der 7. Einheit ist.
Als Yuki versehentlich Nei und Himari beim Baden erblickt, wird er von Shushu erpresst, ihr persönlicher Sklave zu sein. Während die anderen nicht da sind, wird das Wohnheim von einem Shuuki angegriffen, den Shushu und Yuki gemeinsam besiegen können.
Yuki begleitet Kyoka an ihrem freien Tag in die irdische Welt, um das Grabmal für die Opfer des „Gassan-Oizawa-Vorfalls“ zu besuchen. Dort erzählt Kyoka Yuki, dass sie die einzige Überlebende des Vorfalls ist und geschworen hat, ihre Leute zu rächen. Yuki lädt Kyoka in ein Cafe ein, wo sie einen Anruf vom Regiment bekommen und sofort zurückkehren. Südlich vom Wohnheim hat sich ein Krater gebildet, in dem es von Shuuki wimmelt. Kyoka beschließt, das augenscheinliche Nest der Shuuki anzugreifen und mehr über die Lebensweise der Shuuki herauszufinden.
Die 7. Einheit greift den Krater an und kann einige Shuuki vernichten, als eine weibliche humanoide Dämonin auftaucht, die den einhörnigen Dämon Kidoumaru reitet, der einst Kyokas Heimat zerstört hat. Die humanoide Dämonin besiegt Shushu und Himari mit Leichtigkeit, obwohl sie nur spielt. Kyoka und Yuki greifen die Dämonin an. Die Dämonin kann Kyoka und Yuki trennen. Als sie in Yukis Augen sieht, erkennt sie, dass er kein Dämon ist, sondern er ihr Bruder ist. Es stellt sich heraus, dass es sich bei der humanoiden Dämonin um Aoba Wakura handelt, Yukis große Schwester, die vor sieben Jahren bei einer Mato-Katastrophe verschwand. Aoba und Kidoumaru ziehen sich zurück. Kyoka, blind vor Hass auf den „Einhörnigen“, will die beiden um jeden Preis verfolgen, während Yuki den verletzten Himari und Shushu hilft. Dieser Anblick verschafft Kyoka wieder einen klaren Kopf, und wütend über sich selbst, hilft sie Yuki dabei, Himari und Shushu in Sicherheit zu bringen.
Einige Tage nach dem Vorfall besuchen die Kommandantin der 6ten Tenka Izumi und ihre Vize Yachiho Asuma, Himaris große Schwester, die 7te Einheit. Tenka teilt Kyoka mit, dass die General-Kommandantur beschlossen hat, dass alle Einheiten enger zusammenarbeiten sollen, nachdem die 7. Einheit auf einen Humanoiden getroffen ist und die 3. Einheit während der Abwesenheit ihrer Kommandantin ebenfalls von einem Humanoiden besiegt wurde. Während des Treffens gibt Yachiho vor allem Himaris Schwäche als Vizekommandantin die Schuld an der Niederlage. Kyoka nutzt die Gelegenheit und schlägt vor, dass die Einheiten in einem Interleague-Kampf gegeneinander antreten, um ihre Kampfkraft besser kennenzulernen und damit Himari ihre Schwester einmal ordentlich besiegen kann.
Himari nutzt ihre Fähigkeit „Learning“, um Kyokas Fähigkeit „Slave“ zu kopieren und Yuki zu ihrem Sklaven zu machen, wobei er die auf Geschwindigkeit spezialisierte Form Tornado annimmt. Sie trainiert mit Yuki und erzählt ihm dabei von ihrer Vergangenheit. Am Tag des Interleague-Kampfes treten die 6. und 7. Einheit gegeneinander an. Der Wettkampf wird von Ginna Bizen von der 10. Einheit beaufsichtigt, welche mit ihrer Fähigkeit „Ginna Club“ einen mächtigen Bannkreis erschafft, in dem alle Verletzungen innerhalb von Sekunden heilen. In der ersten Runde treten Himari und Yachiho gegeneinander an. Himari kann mit Yukis Hilfe Yachiho dazu bringen, ihre Fähigkeit „Golden Hours“ zu verschwenden, mit der sie die Zeit für 5 Sekunden anhalten und zurückdrehen kann, wodurch Yachiho erschöpft wird. Yachiho setzt ihre „Prime Time“ ein, mit der sie die Zeit für 10 Sekunden anhalten kann, um Himari anzugreifen. Himari kann ihre Schwester austricksen, indem sie die Rauchwolke von der Aufhebung von Yukis Verwandlung nutzt, sodass Yachiho die Zeit noch einmal anhält. Mit einem Angriff aus dem toten Winkel kann Himari den Kampf für sich entscheiden. Nach der Heilung sagt Yachiho Himari, dass sie Himaris Kraft anerkannt hat und sie jetzt wieder mit ihr nach Hause kommen kann. Himari lehnt dieses Angebot ab, was Yachiho das Herz bricht, da sie ihre kleine Schwester eigentlich sehr lieb hat.
In der zweiten Runde treten Shushu und Sahara Wakasa gegeneinander an. Shushu kann schnell die Oberhand gewinnen, aber als Sahara einschläft und nur noch mit ihrem Instinkt kämpft, wird Shushu besiegt.
Als Kyoka und Tenka gegeneinander kämpfen wollen, entdeckt Nei eine Gruppe von 3 humanoiden Dämonen. Die Gruppe von Dämonen greift unter Führung von Rairen an, der Ginnas Bannkreis mit Leichtigkeit zerstören kann. Yachiho stellt sich Rairen, während Tenka und Kyoka mit Yuki gegen die Dämonen kämpfen. Himari steigt mit Kyoka auf Yukis Rücken, wodurch Yuki die neue Form „Slave: Kriegswolken“ annimmt. In dieser Form kann Yuki die Shuuki leicht besiegen. Tenka übernimmt für die erschöpfte Yachiho den Kampf gegen Rairen. Tenka kann mit ihrer Fähigkeit „Ame No Mitori“, mit der sie den Raum verzerren kann, Rairen in Schach halten und augenscheinlich besiegen. Nach dem Kampf erhält Yuki von Kyoka und Himari seine Belohnung, bei der er von beiden gewaschen wird.
Einige Tage nach dem Interleague-Kampf besucht die 7. Einheit die 6. Einheit für die Berichte. Tenka bietet Kyoka einen Deal an: Tenka stimmt bei der nächsten Wahl der General-Kommandantin für Kyoka, dafür erhält Tenka Yuki. Sie langweilt sich privat und möchte einen Jungen, der sie aufmuntert und für ihr Vergnügen sorgt, wenn sie erschöpft nach Hause kommt. Kyoka lehnt ihr Angebot ab, da sie aus eigener Kraft den Posten der General-Kommandantin erreichen will und sie in ständiger Alarmbereitschaft sind, weswegen sie nicht auf Yuki verzichten kann. Aber sie sagt Tenka, dass sie sich nicht in Yukis privates Liebesleben einmischen wird.
Tenka nutzt ihre Fähigkeit, um Yuki in seinem Zimmer zu überraschen und versucht, ihn zu verführen. Auf ihre Frage, ob er einverstanden ist oder es ihm zu schnell geht, antwortet Yuki, dass es ihm zu schnell geht. Die beiden werden von Shushu inflagranti erwischt, die Yuki holen wollte, da es einen feindlichen Angriff gibt. Kyoka und Yuki können den modifizierten Dämon schnell besiegen und Kyoka teilt Yuki mit, dass sie zwar vorhatte, sich nicht in sein privates Liebesleben einzumischen, aber dies jetzt nicht mehr für sie infrage kommt. Einige Tage später übt Kyoka das Ausleihen von Yuki und leiht ihn an Nei und Shushu aus, wobei Yuki die neuen Formen „Funkelnde Sterne“ (für Nei) und „Felsenschmelzer“ (für Shushu) annimmt.
Während einer vermeintlichen Mato-Katastrophe rückt die 7. Einheit aus. Himari und Shushu können das Mädchen retten, das sich nach Mato verirrt hat. Es stellt sich heraus, dass sie CoCo Zenibako ist und wie Aoba ein humanoides Wesen ist. Mit ihrem Dämon Kumadoshi kann sie Himari in Schach halten, während Shushu von Naon Yuno, einer weiteren Humanoiden mit ihrem Dämon Akura, angegriffen wird. Bei der Meldung der Humanoiden durch Nei rücken Kyoka und Yuki aus. Auf dem Weg werden sie von Aoba angegriffen, die „KEINE BEWEGUNG YUKI“ schreit, wodurch er aus reinem Instinkt gegenüber seiner Schwester stehen bleibt, während Aoba ihn und Kyoka trennen kann und Kyoka ein paar Dämonen auf den Hals hetzt. Kyoka kann die Dämonen schnell besiegen, aber Aoba und ihre Kameradinnen haben sich inzwischen zurückgezogen, da sie ihr Ziel erreicht haben.
Im Versteck wacht Yuki auf, und Aoba erklärt ihm, dass sie und andere wie sie halb Mensch, halb Monster sind und dass er ab sofort bei ihnen leben wird. Auf Yukis Vorschlag, sich an das Regiment zu wenden, entgegnen Aoba und ihre Kameradinnen, dass das Regiment ihr Feind ist, da sie planen, die Yin-Yang-Behörde zu überfallen und sich das Regiment ihnen in den Weg stellen wird. Naon erzählt Yuki ihre Geschichte und erklärt ihm den Grund für ihren Zustand. Durch eine Mato-Katastrophe landete sie in Mato und um sich vor den Dämonen zu schützen, aß sie einen Pfirsich. Das Miasma von Mato sorgte dafür, dass sie durch den Verzehr des Pfirsichs zu einer Humanoiden wurde. Das Regiment fand sie bewusstlos und übergab sie der Yin-Yang-Behörde, die versprach, sie zu heilen und ihr Kleidung, Essen und eine Wohnung gab, jedoch hatte sie kein Mitspracherecht bei den teilweise sehr schmerzhaften Experimenten. Nachdem sie ihre Fähigkeit entdeckte, sich in Materie zu verstecken (hindurchzugleiten), gelang ihr und anderen die Flucht zurück nach Mato. Auf Yukis Nachfrage, ob Aoba auch in der Behörde war, entgegnet sie, dass sie nicht dort war, sondern in Mato und Jahre brauchte, um ein Gleichgewicht zwischen der Wildheit ihrer Monsterseite und ihrem menschlichen Verstand zu finden, und eher zufällig auf Naon und Coco traf. Sie verraten Yuki auch, dass sie neben ihrer Vorbereitung auf den Angriff auch nach einer Möglichkeit suchen, die Fähigkeit einer ihrer Kameradinnen zu verstärken. Diese kann kurzzeitig Flüche aufheben und es den Humanoiden ermöglichen, wieder zu Menschen zu werden. Leider dauert dies immer nur ein paar Sekunden.
In der Zwischenzeit hat Kyoka die 6. Einheit um Hilfe gebeten und gibt den Befehl zum Ausrücken. Da Yukis Verwandlung aufgehoben wurde, hat sich ihr Körper verselbstständigt und will sich zu Yuki begeben, um ihn zu belohnen, wodurch sie der perfekte Kompass ist. Die beiden Einheiten erreichen den Eingang zum Höhlensystem, in dem sich das verborgene Dorf befindet. Aoba bemerkt dies und gibt den Befehl für ein Vorpostengefecht, damit die anderen nicht kämpfenden Bewohner des Dorfes in ein anderes, ähnlich verborgenes Dorf evakuiert werden können.
Am Eingang treffen die beiden Einheiten auf Coco und Bär. Shushu und Sahara bleiben zurück, da Kyoka und Tenka beschlossen haben, jeweils in Zweierteams zu agieren. Der Rest des Teams wird von Tenka weiter ins Innere teleportiert, wo sie auf Naon und Akura treffen. Kyoka und Tenka ziehen weiter, während Himari und Yachiho zurückbleiben. Weiter im Inneren treffen Kyoka und Tenka auf Aoba, Kidomaru und Yuki. Tenka rettet Yuki mit ihrer Fähigkeit und teleportiert sich mit Yuki und Kyoka an einen sicheren Ort, damit Kyoka Yuki belohnen kann, wobei sie von Tenka unterstützt wird. Als Kyoka fertig ist, finden sie Aoba. Yuki stellt sich Aoba in den Weg und versucht, die Situation friedlich aufzulösen. Er erklärt Kyoka und Tenka die Situation von Aoba und ihren Kameradinnen und erklärt Aoba, dass er zwar wie ein Sklave behandelt wird, dies aber mit seinem Einverständnis geschieht. Kyoka bietet Aoba ihre Hilfe an, indem sie ihr anbietet, die Yin-Yang-Behörde zu zerschlagen. Aoba lehnt dies ab, da sie zwei kleinen Zahnrädern in der Maschinerie des Korps nicht vertrauen kann. Ein Kampf ist unvermeidbar, und Aoba fragt Tenka, welche Einheit sie kommandiert, da es ihr peinlich wäre, gegen sie zu kämpfen, ohne ihren Namen zu kennen. Tenka grüßt Aoba als ihre Schwägerin und stellt sich als Yukis feste Freundin vor, wodurch sie für Aoba sofort zu einer Todfeindin wird.
Shushu und Sahara haben Probleme mit Coco, da sie sich schlüpfrig macht und Saharas Schläge abgleiten lässt, und Bär steckt Shushus Angriffe einfach weg. Sahara und Shushu treten einen taktischen Rückzug an. Während Coco und Bär die beiden verfolgen, wirft Sahara die geschrumpfte Shushu in den Mund von Bär, wo sie sich wieder gigantisch ausdehnt und ihn dadurch zerreißt. Sahara nutzt einen von Bärs Zähnen, um Coco anzugreifen und den Kampf zu beenden. Jedoch sind die Vitalitätskräfte und die regenerativen Fähigkeiten von Coco und Bär so groß, dass sie sich bereits wieder erholen.
Himari und Yachiho treten gegen Naon und Akura an. Yachiho kann Akura durch das Anhalten der Zeit schnell besiegen, bemerkt aber, dass Naon zusammen mit einem Dämon Himari tödlich verletzt hat, während sie zu Akura ging, um ihn zu erschießen. Yachiho muss die Zeit zurückdrehen. Da mehrere Versuche damit enden, dass Himari verletzt wird, ist Yachiho schnell erschöpft. Himari nutzt „Bang Bang Bang“, um die gesamte Höhle anzugreifen, wodurch diese anfängt einzustürzen, und sie findet Naon, die sich bisher mit ihrer Fähigkeit „Hitori Shizuka“ (Versteckte Schönheit) versteckt und immer nur kurze Angriffe aus dem Hinterhalt ausgeführt hat. Yachiho dreht die Zeit zurück und sagt Himari genau, wo Naon sich versteckt. Himari attackiert Naon, die daraufhin flieht, während Yachiho Akura tötet.
Tenka kann Aoba gut in Schach halten, indem sie sich immer teleportiert und so den Angriffen ausweicht, während Kyoka gegen Kidomaru kämpft. Aoba verzehrt einen Pfirsich und wird dadurch stärker, sodass sie Tenka langsam in die Enge treiben kann. Tenka verzehrt den Raum großflächig und kann Aoba verletzen. Sie zögert, da sie befürchtet, Yukis Gefühle zu verletzen, wenn sie seine Schwester besiegt, wodurch Aoba eine Lücke für einen Gegenangriff hat und Tenka besiegt. Da Tenka auf Yukis Gefühle Rücksicht genommen hat, sagt Aoba ihr, dass sie doch in Ordnung ist.
Coco, Bär und Naon kommen hinzu und informieren Aoba darüber, dass sie verloren haben, und die anderen Mitglieder der 6. und 7. Einheit treffen ebenfalls ein. Als Kyoka Aoba erneut anbietet, zu kapitulieren, lehnt diese ab, und die Decke stürzt ein, als Shikoku und Joryu eintreffen. Auf Kyokas Nachfrage sagt Aoba, dass sie diese beiden nicht kennt und dass sie auch nicht zu ihrer Gruppe gehören. Shikoku und Joryu stellen sich als Mitglieder der Acht Donnergötter vor. Mit Leichtigkeit können die beiden sowohl das Regiment als auch die Humanoiden besiegen und können Coco und Naon gefangen nehmen. Aoba will mit Kidomaru erneut angreifen, aber Shikoku hat Kidomaru von Aobas Kontrolle befreit. Joryu geht mit den Gefangenen, während Shikoku bleiben will. Kyoka verwandelt Yuki, und sie kämpfen gegen Kidomaru. Zu Shikokus Überraschung können die beiden Kidomaru leicht überwältigen, und Kyoka lässt all ihren aufgestauten Hass und Zorn auf Kidomaru mit ihrem „Sturm der Wildkirschen“ freien Lauf und zerschmettert ihn in viele kleine Stücke.
Shikoku zieht sich zurück, und Tenka teleportiert alle außer Kyoka und Yuki zum Ausgang, wo bereits die Verstärkung des Regiments eintrifft, und kehrt selbst zurück. Die drei sprechen mit Aoba und fragen sie, ob sie immer noch eine Revolte plane. Aoba verneint dies, da alle Dämonen, die sie gesammelt hatten, vernichtet wurden, und es jetzt wichtiger ist, die anderen Humanoiden zu beschützen und ihre Kameradinnen zu retten. Yuki bittet Aoba, sich unter den Schutz des Regiments zu begeben, was Aoba ebenfalls ablehnt, da sie Tenka und Kyoka zwar vertrauen kann, aber nicht dem Regiment. Kyoka verspricht ihr, dass sie die Yin-Yang-Behörde zerschlagen wird, sobald sie General-Kommandantin ist, und dass sie dann auch nach einer Heilung für Aoba und die anderen suchen wird. Unter diesen Umständen nimmt Aoba an und geht zu dem verborgenen Dorf, in das die anderen Humanoiden evakuiert wurden.
Während Tenka und die anderen im Krankenhaus sind, kehrt Kyoka mit Yuki ins Wohnheim zurück, und ihre Belohnung beginnt. Die Belohnung besteht darin, dass Kyoka in Unterwäsche neben ihm schläft.
Einige Tage später werden alle aus dem Krankenhaus entlassen, und Kyoka und Yuki werden zur Konferenz der Kommandantinnen berufen, wo sie auf die Kommandantinnen der anderen Einheiten sowie die amtierende General-Kommandantin Ren Yamashiro treffen.
Auf der Konferenz wird die aktuelle Lage besprochen. Kyoka und Tenka verschweigen vieles über die Humanoiden um diese zu schützen. Es wird beschlossen, dass wegen der Bedrohung durch die "Acht Donnergottheiten" die Einheiten enger zusammenarbeiten werden und auch öfter gemeinsames Training stattfindet, damit die Einheiten besser zusammenarbeiten. Die Kommandanten der ersten Einheit, Riu Myoga, gibt bekannt, dass ihre Schülerin Konomi Tatara ihre Position als Kommandantin übernehmen wird.
Während der Konferenz, wird das Hauptquartier von einer Armee Shuuki angegriffen, woraufhin Ren die Kommandantinnen der ersten, zweiten, fünften und neunten Einheit schickt, welche den Angriff schnell abwehren. Ren kann die verantwortlichen, schnell lokalisieren und bittet Kyoka ihr mit Yuki zu folgen, während sie bereits vorausgeht. Bei den Angreifern handelt es sich um ausländische Terroristen, welche vorhatten, die Verwirrung während des Angriffs zu nutzen, um Mato-Pfirsiche zu stehlen. Als Kyoka auf Yuki ankommt, hat Ren bereits alle Angreifer besiegt, als Kyoka die Verwandlung beendet, wird Ren Zeuge der Belohnung (Kyoka umarmt Yuki und drückt sein Gesicht an ihre Brust). Die Konferenz wird aufgrund des Zwischenfalls für beendet erklärt.
Fubuki Azuma, Kommandantin der neunten Einheit, kommt zur siebten Einheit um Himari darüber zu informieren, dass das Azuma Bankett bald stattfindet. Ein traditioneller Wettkampf, bei dem das neue Familienoberhaupt bestimmt wird.

## Charaktere

### 1. Einheit des Anti-Dämonen Regiments

#### Konomi Tatara
Konomi ist die Kommandantin der ersten Einheit, obwohl sie noch eine Oberschülerin ist. Sie ist Schülerin von Riu Myoga und beherrscht viele Kampfkünste.

#### Riu Myoga
Riu Myoga ist die Vize-Kommandantin der ersten Einheit. Sie war lange Zeit die Kommandantin und hatte diese Position bis vor wenige Tage vor Beginn der Haupthandlung inne. Sie hatte viele Jahre lang, die Position der General-Kommandantin inne. Sie ist eine starke Kämpferin und fungiert als Mentorin und Lehrerin. Sie ist Stolz auf Kyoka, da diese ihre beste und stärkste Schülerin ist und keine nach ihr, jemals eine solche Kraft ohne Pfirsich erlangte. Sie hat die Angewohnheit immer ein paar Bonbons dabei zu haben.

### 2. Einheit des Anti-Dämonen Regiments

#### Mira Kamiunten
Mira ist Kommandantin der zweiten Einheit. Sie sieht aus wie eine Halbstarke und in ihrer Jugend in Okinawa war sie bekannte als die „Die Unbesiegbare“ und als die „Rote Lotusblume“ und hat immer wieder auch andere Gegenden überfallen. Sie kleidet sich mit einer langen Jacke, Hosen und trägt einen Sarashi anstelle eines BH. Sie ist die Tochter einer Sakebrauer Familie und stammt aus Okinawa. Ihre Fähigkeit ist All Killing Das purpurne Regiment, mit dieser Fähigkeit kann sie ganze Armeen von identischen Kopien ihrer selbst erschaffen. Trotz ihres oft grobschlächtigen Auftretens uns Ausdrucksweise, ist sie doch sehr unschuldig. Als sie Kyoka bei der Belohnung (Yukis Sorge um sie führte dazu, dass er sie am ganzen Körper auf Wunden untersuchte) sah, war ihr das sehr peinlich und sie dachte sofort, dass Yuki und Kyoka ein Paar oder gar verlobt sind. Sie ist auch sehr fürsorglich und kümmert sich um andere, so band sie bei ihrem ersten Treffen mit Yuki, direkt seine Stiefel neu, weile diese zu locker waren. Sie ist in der Lage Menschen gut einzuschätzen und wusste sehr schnell, dass Kyoka auf deftiges Essen steht. Mit Kyoka hat sie eine Rivalität, da sie in ihrer Anfangszeit beim Regiment, einen Trainingskampf gegen diese verlor. Wie Kyoka ist sie in der Lage, Dämonen mit bloßen Händen zu besiegen, wobei sie diese mit der schieren Überzahl ihrer Fähigkeit überwältigt.

#### Megumi Zaha
Megumi ist Mitglied der zweiten Einheit. Sie redet wie eine Halbstarke und trägt immer einen Mundschutz. Als Jugendliche, war sie von Mira sehr beeindruckt und wurde schon vor dem Beitritt zum Regiment, Miras Untergebene. Ihre Fähigkeit ist „Red Soul die Purpurrote Fahnenträgerin“. Immer wenn Mira ausrückt, stellt sie sich auf das Dach des Wohnheims und hält eine Fahne mit der Aufschrift „Die Unbesiegbare Mira Kamiunten Einheit des wilden roten Lotus.“ Durch ihre Fähigkeit, wird Mira gestärkt.

### 3. Einheit des Anti-Dämonen Regiments

#### Bell Tsukiyono
Bell ist die Kommandantin der dritten Einheit. Ihre Fähigkeit ist „Canopus lachender Glücksgott“. Sie ist eine fröhliche Person und wird schnell nervös. Nachdem ihre Einheit, während ihrer Abwesenheit, von einem der acht Donnergötter (Shikoku) besiegt wurde, wurde sie von der General-Kommandantin fertig gemachSie hat Angst vor General-Kommandantin Ren Yamashiro und kriegt bei dem Gedanken daran Bauchschmerzen, was Ren mit ihr macht, wenn sie versagt. Sie glaubt, dass sie nicht für den Posten einer Kommandantin geeignet ist, Ren lässt sie aber nicht zurücktreten.

### 5. Einheit des Anti-Dämonen Regiments

#### Yakumo Ezo
Yakumo ist die Kommandantin der fünften Einheit. Sie ist ein fröhlicher Freigeist mit leicht perversen Neigungen. Sie begrapscht gerne die Mitglieder des Regiments und möchte General-Kommandantin werden und sich einen Harem aus den starken Frauen des Regiments aufbauen, wobei sie beschlossen hat, dass Yuki das einzige männliche Mitglied sein wird. Ihre Freude zum Körperkontakt geht so weit, dass Kyoka sie beim Gemeinschaftstraining mit der 6. und 5. Einheit fesseln musste, während alle anderen im Bad waren. Dies konnte Yakumo jedoch nicht lange aufhalten, da sie so gelenkig ist, dass sie ihre Gelenke problemlos aus- und anschließend wieder einrenken kann. Sie hat viele jüngere Schwestern und ist ein sehr sozialer Mensch. Ihre Fähigkeit ist „Night Storm“ mit der sie den Wind kontrollieren kann. Sie reist meistens im inneren eines Tornados und wenn sie voll aufdreht, wäre es für sie auch leicht eine ganze Großstadt dem Erdboden gleich zu machen. Durch ihre Mobilität hilft sie in Notsituationen anderen Einheiten aus und übernimmt zusätzlich andere Bereiche, wenn die dortigen Einheiten wegen Verletzungen oder Urlaub ausfallen. Sie war die erste Kommandantin, welche sich Yuki ausgeliehen hat. Bei ihm wird er zur Phönixschwinge, einer auf Mobilität spezialisierten Form, mit welcher er fliegen kann und mit der Hit-and-Run-Aktionen möglich sind.

#### Saki Tokoroyama
Saki ist ein Mitglied der fünften Einheit und ist eine ruhige Person. Sie ist im Bad sehr vorsichtig, da sie weiß wie gerne Yakumo grabscht. Mit ihrer Fähigkeit „Bang Bang Bang“ kann sie jeden Teil ihres Körpers in eine Waffe verwandeln.

#### Kaiko Itsuki
Kaiko ist die Vize-Kommandantin der fünften Einheit. Sie ist eine sehr große Frau und sehr sozial. Ihre Fähigkeit ist auf Heilung spezialisiert.

### 6. Einheit des Anti-Dämonen Regiments

#### Tenka Izumo
Tenka ist die Kommandantin der sechsten Einheit. Sie ist eine schöne Frau und hat ein gewisses Interesse an Yuki entwickelt. Sie war immer Klassenbeste und ist eine ruhige ausgeglichene Person. Sie flirtet oft mit Yuki und macht immer Avancen ihm gegenüber. Sie sieht sich als Yukis feste Freundin und stellte sich auch so gegenüber Aoba vor und nannte sie Schwägerin. Sie hat ein enges vertrauensverhältnis mit Aoba entwickelt und ist die einzige die weiß, wo sich das neue Versteck von Aoba und den Humanoiden befindet und versorgt diese mit Vorräten. Ihre Fähigkeit ist „Ame no Mitori“. Diese erlaubt ihr die Kontrolle des Raumes, wodurch sie sich sowohl Teleportieren kann, als auch den Raum verzerren um Gegner zu zerreißen. Sie kann sich 666-mal in folge teleportieren. Sie nutzt ihre Fähigkeit auch immer wieder um sich in Yukis Schlafzimmer zu schleichen.

#### Yachiho Azuma
Yachiho ist die zweitälteste Tochter von Fubuki Azuma, Himaris ältere Schwester und ist die Vize-Kommandantin der sechsten Einheit. Sie sorgt sich sehr um ihre Schwester und versteckt dies, indem sie Himari ärgert, aber liebt ihre Schwester so sehr, dass sie sogar einen Schwestern-Komplex hat. Ihre Fähigkeit ist „Golden Hour“. Mit dieser Fähigkeit kann sie die Zeit für 5 Sekunden anhalten und auch zurückdrehen, dafür nimmt sie eine bestimmte Pose ein. Durch Training hat sie es geschafft, die Dauer ihres Zeitstopps mit Prime Time zu verdoppeln.

#### Sahara Wakasa
Sahara ist ein Mitglied der sechsten Einheit. Sie ist eine entspannte Person und liebt es zu schlafen und kann dies auch überall. Ihre Fähigkeit ist „Crazy Sheep“. Sie kann eine Zeitspanne zwischen 1 und 60 Minuten festlegen, in welcher ihre Kräfte verstärkt werden; je kürzer die von ihr festgelegte Zeitspanne ist, desto stärker ist der Effekt. Sie kämpft meistens mit Wrestling-Moves. Wenn sie bei aktiver Fähigkeit einschläft oder k. o. geht, schaltet ihr Körper auf Auto-Pilot was ihre Kräfte nur noch weiter steigert, wobei es aber auch passieren kann, dass sie Freund und Feind nicht unterscheiden kann.

### 7. Einheit des Anti-Dämonen-Regiments

#### Yuki Wakura
Yuki ist ein Zwölftklässler, welcher kurz vor seinem Abschluss stand, als er in eine Mato-Katastrophe verwickelt wurde und Kyokas Untergebener wurde. Er ist Mitglied der 7. Einheit und das einzige, männliche Mitglied im Anti-Dämonen-Regiment. Seine Schwester Aoba, hat ihn als Kind hart gedrillt und ihm einen extremen Respekt vor ihr sowie herausragende Fähigkeiten als Hausmann antrainiert. Er ist mit Kyokas Fähigkeit Slave sehr kompatibel und kann eine Monsterähnliche Form dadurch annehmen. Wenn Kyoka ihn an andere Mitglieder des Regimentes mithilfe ihrer Fähigkeit ausleiht, ändert sich seine Form abhängig von seiner Herrin. So wird er bei Himari zum Tornado; eine auf Geschwindigkeit spezialisierte Form, bei Shushu zum Felsenschmelzer; eine auf Kraft spezialisierte Form und bei Nei zu Funkelnde Sterne; eine für den Kampf ungeeignete Form, welche aber über herausragende sensorische Fähigkeiten verfügt.
Wenn keine Missionen anstehen bestehen seine Aufgaben darin, das Wohnheim zu reinigen, die Wäsche zu machen und zu kochen. In seiner Freizeit, entwickelt er gerne neue Reinigungsgeräte. Er sorgt sich oft sehr um die Mitglieder seiner Einheit, so versucht er auf eine leckere aber doch ausgewogene Ernährung zu achten und versucht Kyoka dazu zu überreden, ab und zu mal einen Tag pause zu machen, anstatt selbst an ihren freien Tagen zu trainieren.
Durch wiederholtes ausleihen an andere Mitglieder des Regimentes, gehen die Eigenschaften und Bewegungen anderer Formen von Slave in das Muskelgedächtnis seiner Basisform über, wodurch diese stärker wird. Durch Training schaffte es Yuki eine zweite Verwandlung zu ermöglichen, welche Himmelwärts heißt. Diese Form kann er nur kurz halten, da diese alle Fähigkeiten extrem steigert aber auch entsprechend anstrengend ist. Er kann diese Verwandlung mit jeder Form von Slave einsetzen.

#### Kyoka Uzen
Kyoka ist die Kommandantin der 7. Einheit im Anti-Dämonen-Regiment. Sie hat Hüftlanges, weißrosa Haar und rötliche Augen, an den Ohren trägt sie Hörnerähnliche Accessoires. Ihr Ziel ist es General-Kommandantin zu werden und alle Dämonen auszulöschen. Sie ist die einzige Überlebende des „Gassan-Oizawa-Vorfalls“ bei welchem ein komplettes abgelegenes Dorf in den Bergen von Dämonen vernichtet wurde. Da sie mit ihrer Fähigkeit Slave, nicht alleine kämpfen kann, hat sie eine eigene Technik entwickelt und ist eine der wenigen im Regiment, die in der Lage sind, Dämonen mit bloßen Händen und ohne spezielle Waffen zu töten. Sie kämpft meistens mit einem Schwert, wobei sie auch hier einen eigenen Stil entwickelt hat. Sie ist eine gute Kommandantin und ist immer bemüht gute Ergebnisse zu erzielen, aber auch ihre Untergebenen nicht zu sehr unter Druck zu setzen. Von ihrer Lehrmeisterin Riu Myoga (frühere Generalkommandantin, Kommandantin der ersten Einheit und aktuell Vize-Kommandantin der ersten Einheit) hat sie die Angewohnheit übernommen, immer ein paar Bonbons dabei zu haben. Wenn es um Yuki geht, hatte sie eigentlich vor sich nicht in sein privates Liebesleben einzumischen, was sich aber änderte als sie Tenka erwischte, als diese versuchte Yuki zu verführen. Wenn es um das ausleihen von Yuki geht, wird sie schnell auch mal eifersüchtig.
Kyoka versteht sich gut mit anderen Kommandantinnen, wie Tenka Izumo (6. Einheit) und Konomi Tatara (1. Einheit) (Konomi sieht Kyoka als ihre große Schwester, da sie beide Schülerinnen von Riu Myoga sind und Kyoka dies schon länger ist). Mit Mira Kamiunten (2. Einheit) hat sie eine Rivalität, jedoch respektieren sie einander. Mit Yukis Schwester Aoba hat sie ein Vertrauensverhältnis und hat dieser versprochen, der Yin-Yang-Behörde das Handwerk zu legen, sobald sie Generalkommandantin ist.
Mit ihrer Fähigkeit Slave kann sie andere unterwerfen, indem sie diese an ihrem Finger lecken lässt, wobei diese dann eine Monster-Form annehmen um ihr verborgenes Potential entfalten zu können. Nach dem Ende der Verwandlung folgt eine Belohnung. Dabei agiert ihr Körper vollkommen selbstständig ohne, dass sie Einfluss darauf hat. Dabei spielt die Position des Sklaven keine Rolle, da ihr Körper sich selbstständig zu ihrem Sklaven begeben wird um ihn zu belohnen. Die Belohnung ist abhängig von zwei Faktoren: der erbrachten Leistung und den Gelüsten des Sklaven. Bei Dämonen reichte meist etwas Schweinefleisch; bei Yuki ist es meist etwas viel intimeres, was ihr oft peinlich ist. Wenn sie Yuki ausleiht, ist die Belohnung an eine weitere Bedingung geknüpft: Leistung vor dem ausleihen. Wenn Kyoka ihn nur verwandelt hat, wird die Belohnung vollständig von der Ausleihenden Person erbracht. Wenn Yuki zuvor eine Leistung erbracht hat, wird die Belohnung von ihr und der Ausleihenden Person erbracht.

#### Himari Azuma
Himari ist die Vize-Kommandantin der 7. Einheit und jüngste Tochter von Fubuki Azuma der Kommandantin der 9. Einheit. Sie gilt in ihrer Familie als schwarzes Schaf, ist aber eine fröhliche und neugierige Person, die sich viel anstrengt. Mithilfe ihrer Fähigkeit Learning kann sie die Fähigkeiten anderer kopieren, indem sie deren Bild auf ihrem Handy als Hintergrund festlegt. Dabei ist aber ihre Kompatibilität entscheidend. Meist nutzt sie Saki Tokoyamas Fähigkeit „Bang Bang Bang“, mit welcher sie Teile ihres Körpers in Waffen verwandeln kann, da sie mit dieser eine gute Kompatibilität hat; Mit Shuhsus Paradigm Shift hat sie eine schlechte Kompatibilität, anstatt ihren ganzen Körper zu vergrößern, wird bei ihr nur der Brustumfang größer.

#### Shushu Suruga
Shushu ist Mitglied der 7. Einheit. Sie ist eine lebhafte Person die Aufregung sucht. Sie ist die jüngste von 3 Schwestern, wuchs ohne Vater auf und ging immer nur auf Mädchenschulen, weshalb sie großes Interesse an Jungs, vor allem Yuki hat. Mit ihrer Fähigkeit Paradigm Shift kann sie ihre Körpergröße ändern, sie kann sowohl so klein wie Insekt als auch mehrere dutzend Meter groß werden. Durch Training hat sie es geschafft ihre Fähigkeit auch Partiell einzusetzen und somit nur einzelne Teile ihres Körpers zu vergrößern. Anfangs ärgerte sie Yuki und erpresste ihn mit Fotos, welche ihn für jeden ohne Kenntnis des Zusammenhanges als Perversen aussehen lassen. Sie verliebt sich in Yuki, als dieser durch Erniedrigung seiner selbst durch ablecken von Kyokas Stiefeln, eine teilweise Transformation erzwingt und sie vor einem gigantischen Shuki rettet. Seitdem liest sie immer wieder Bücher über Flirttaktiken und Militärische Taktik und schmiedet Pläne, damit Yuki sich in sie verliebt.

#### Nei Okawamura
Nei ist, obwohl erst 11 Jahre alt, ein Mitglied der 7. Einheit. Ihre Eltern verschwanden bei einer Mato-Katastrophe. Sie ist sehr nett und freundlich und hat großes Interesse an Hausarbeiten, Yuki betrachtet sie dabei beinahe wie eine Art großen Bruder. Ihre Fähigkeit „Promise-Ich werde euch finden“ ermöglicht es ihr, große Gebiete zu überwachen.

### 8. Einheit des Anti-Dämonen-Regiments

#### Varvara Pilipenko
Varvara ist die Kommandantin der 8. Einheit.

### 9. Einheit des Anti-Dämonen-Regiments

#### Fubuki Azuma
Fubuki ist die Kommandantin der 9. Einheit. Sie ist die Mutter von Maia, Yachiho und Himari und die Stiefmutter von Homare. Sie hat ein sehr junges Erscheinungsbild mit sehr weiblichen Kurven, wobei man ihr nicht ansieht, dass sie bereits drei erwachsene Töchter hat. Gegenüber Yuki erwähnte sie, dass sie auch gerne einen Sohn hätte. Sie ist sehr streng und diszipliniert, hat aber auch eine fürsorgliche Seite. Sie beherrscht die Techniken der Azuma, zu denen unter anderem Massagetechniken gehören, die einen erschöpften Körper in kurzer Zeit revitalisieren. Auch hat sie einen gewissen Sportsgeist und gab Himari sogar Tipps für Yukis Belohnung. Ihre Fähigkeit ist „Sunset, die Lanze, die die Sonne durchsticht“ mit der sie eine Lanze beschwören kann, deren Länge sie nach Belieben und mit hoher Geschwindigkeit ändern kann. Von sich selbst sagt sie, dass sie sich immer noch entwickelt. Wenn sie sich Yuki ausleiht(erstes Mal versehentlich nach dem Azuma Bankett, als sie Himari die Kette von Yuki geben wollte), wird er zur „Human Bullet“, einer Form in der seine Kraft und Geschwindigkeit zwar reduziert sind, die dafür aber Gummiartige Eigenschaften hat, wodurch er Stumpfe Gewalt einfach wegstecken kann und seine Gliedmaßen weit dehnen kann. Nach ihrem Sieg beim Azuma-Bankett löste sie Tobera als Familienoberhaupt ab und änderte das Leistungsprinzip der Familie, was nur für Zwietracht sorgte.

#### Maia Azuma
Maia ist Fubukis älteste Tochter und die Vize-Kommandantin der 9. Einheit. Sie ist sehr konzentriert und mag gaming. Ihre Fähigkeit ist The Great One. Ihre Fähigkeit erlaubt es ihr, riesige Hände zu erschaffen, mit denen sie Dinge greifen kann, aber sich selbst auch durch die Luft transportieren kann.

#### Tobera Azuma
Tobera ist Mitglied der 9. Einheit. Sie ist die Mutter von Fubuki und war einmal General-Kommandantin. Mit ihrer Fähigkeit „Transience“ kann sie anderen Lebenskraft aussagen aber auch übertragen. Sie kann mit dieser Lebenskraft heilen und anderen auch bei ihrer Entwicklung helfen. Sie selbst hat so große Reserven, dass sie trotz ihres hohen Alters wie eine Mittelschülerin aussieht, weshalb sie von vielen als Monster betrachtet wird. Sie trägt meist Schuluniformen, was ihre Tochter Fubuki als unpassend empfindet. Während des "Azuma Banketts" hat sie ein gewisses Interesse an Yuki entwickelt und versucht, ihn zu einem Mitglied der Familie zu machen.

#### Homare Azuma
Homara ist Mitglied der 9. Einheit. Sie kommt ursprünglich aus einer Zweigfamilie, wurde jedoch wegen ihres Talentes, gemäß der Familientradition in die Hauptfamilie adoptiert. Sie hat eine sehr wilde Persönlichkeit und hat Himari gerne zum weinen gebracht, weshalb diese von Yachiho beschützt wurde. Sie hat sehr empfindliche Haut und ein schnelles Denkvermögen und kann während des Kampfes große Menge an Informationen sammeln und verarbeiten. Ihre Fähigkeit ist „Python“ mit der sie ihre Bewegungsabläufe vorprogrammierten kann, ihr Körper führt diese Bewegungen aus, wobei sie unglaubliche Kräfte entwickelt. Sie kann jedoch nichts anderes machen, bis der programmierte Bewegungsablauf abgeschlossen wurde. Sie kann die Bewegungen in ihrem Gehirn programmieren, aber meist tut sie dies, indem sie auf ihren Oberschenkeln wie auf einer Tastatur herumtippt, da dies für sie schneller ist.

### 10te Einheit des Anti-Dämonen Regiments

#### Ren Yamashiro
Ren ist die Kommandantin der 10ten Einheit und ist die General-Kommandantin des gesamten Regiments. Sie ist eine sehr kompetente Kommandantin und hat die Verluste des Regiments und die Schäden die bei Mato-Katastrophen entstehen, durch eine reagierende Politik reduzieren können. Sie war ihr ganzes leben immer an der Spitze, sie war die vorsitzende von Schülervertretungen, führte die Kendo-Clubs zu siegen bei den National-Meisterschaften und stieg schnell zur Kommandantin auf und betrachtet sich selbst als Krone der Schöpfung. Sie liebt Hunde und hat auch eine sehr sadistische Seite. So quält sie Bell regelrecht beim Training und verhindert, dass Bell als Kommandantin zurücktritt. Ihr Ego bekam einen Knick, nachdem sie sich Yuki ausgeliehen hatte und sich bei ihm zur Belohnung wie ein Hund benehmen musst, obwohl sie normalerweise immer Dominant ist. Sie ist sehr patriotisch und wird öfters, von Staatsoberhäuptern als Bodyguard ausgeliehen. Auch ist sie ab und zu in Washington D.C. Ihre Fähigkeit ist „Sonnengleicher Buddha des unendlichen Universums“. Mit dieser Fähigkeit stehen ihr 8 verschiedene Kräfte zur Verfügung, von denen sie immer zwei gleichzeitig einsetzen kann. Welche sie einsetzt, wird durch das Symbol, welches sie in ihren Augen reflektieren lässt angezeigt. Lässt sie in beiden Augen das gleiche Symbol reflektieren, wird die Kraft exponentiell gesteigert. Ihre Kräfte sind: Fliegen, Teleportation von anderen, Schockwellen erzeugen, Pfirsichkraft Negation (Diese kann Kyokas Slave bei Shuuki rückgängig machen. Bei Yuki funktioniert dies nicht und sie kann die Belohnung nicht negieren). Wenn sie sich Yuki ausleiht wird er zum „Mörderreißzahn“. Diese Form ist Yukis stärkste Form, mit er mit Leichtigkeit hunderte Shuuki gleichzeitig vernichten kann, und verfügt über sehr starke regenerative Fähigkeiten, aber ist diese Form auch unberechenbar und er griff sogar Ren an und konnte sogar mit ihr mithalten.

#### Ginna Bizen
Ginna ist Mitglied der 10ten Einheit. Gina ist ein Fangirl und bewundert die Kommandantinnen, sie wurde ein Fan von Yuki, nachdem sie gesehen hatte, wie dieser zusammen mit Kyoka die angreifenden Shuuki besiegte. Mit ihrer Fähigkeit „Ginna Club“ kann sie einen starken Bannkreis erschaffen, den nur diejenigen betreten können, die vorher mit ihr einen Vertrag geschlossen haben. Innerhalb dieses Bannkreises heilen selbst schwerste Verletzungen in Sekunden. Deshalb ist sie bei Interleague-Kämpfen sehr beliebt.

### Humanoide
Die Humanoiden sind eine Gruppe von Menschen, welche bei Mato-Katastrophen in Mato landeten und dort um sich gegen Dämonen zu verteidigen, Pfirsiche aßen. Der Verzehr des Pfirsich, während man dem Miasma von Mato ausgesetzt ist, sorgt für eine Verwandlung des Körpers in ein Wesen halb Mensch halb Dämon. Diese Personen werden von der Yin-Yang-Behörde aufgenommen, um an ihnen zu experimentieren. Einigen gelang die Flucht nach Mato, wo diese in versteckten Dörfern tief im Untergrund leben.

#### Aoba Wakura
Aoba ist Yuki ältere Schwester, welche sieben Jahre zuvor während einer Mato-Katastrophe verschwand. Sie aß einen der Pfirsiche und wurde zur Humanoiden. Sie hat Jahre gebraucht um ein Gleichgewicht zwischen ihrer neuen Wildheit und ihrem Verstand zu finden und wurde zur Anführerin der Humanoiden. Als Kind drillte sie Yuki zum Hausmann. Sie hat einen Bruder-Komplex und für sie ist Yuki der heißeste Typ der Welt. So ist jede Frau, die sich an Yuki ranmacht und jeder der ihm irgendeinen Kratz zufügt, sofort ein Todfeind. Sie ist sehr schlau und es gelang ihr Yuki zu entführen und ins Dorf zu bringen. Sie ist sehr stark und kann leicht, auf dem Level einer Kommandantin kämpfen. Sie kann ihre Haare wie Greifarme steuern, hat starke physische Kräfte und kann einen Strahl aus ihrem Mund abschießen. Auch isst sie oft Mato-Pfirsiche, wodurch ihre Kräfte noch einmal vorübergehend gesteigert werden. Es gelang ihr den gehörnten Dämon, der Kyokas Heimat zerstörte zu zähmen und gab ihm den Namen Kidoumaru.

##### Kidoumaru
Kidoumaru ist ein mächtiger Dämon, der als der „Einhörnige“ beim Regiment aufgeführt ist. Er zerstörte Kyokas Heimat und tötete alle bis auf sie. Er sieht aus, wie ein riesiger muskulöser Mann in einer Samurai-Rüstung mit einem riesigen Horn auf dem Kopf. Aoba schaffte es ihn zu zähmen. Shikoku hat seine Instinkte wieder geweckt, wodurch er nicht mehr auf Aoba hörte. Kyoka tötete ihn mit dem „Sturm der Wildkirschen“ einer Schwerttechnik, die sie speziell für ihn entwickelt hatte.

#### Coco Zenibako
Coco ist eine Humanoide. Sie durchlitt schlimmes in der Yin-Yang-Behörde und trug Narben davon. Sie ist ein aufgewecktes Mädchen, dass gerne kämpft. Sie hat die Fähigkeit ihre Körperflüssigkeiten zu manipulieren. So kann sie so schlüpfrig wie ein Aal sein, und mit ihrem Speichel Wunden heilen. Sie hat den Dämon Kumadoshi gezähmt.

##### Kumadoshi
Kumadoshi auch „Bär“ genannt war starker Dämon, der einst bei einer Mato-Katastrophe in die Irdische-Welt eindrang und dutzende Menschen getötet und gefressen hat. Er hat sehr starke regenerative Fähigkeiten und konnte sich sogar wieder zusammensetzen, nachdem Shushu und Sahara ihn besiegt hatten. Er wurde von Shikoku und Joryu getötet.

#### Naon Yuno
Naon war einst ein Modell, bevor sie zur Humanoiden wurde. Mit ihrer Fähigkeit „Hitori Shizuka“ (Versteckte Schönheit) kann sie sich in Materie zu verstecken, so gelang ihr die Flucht aus der Yin-Yang-Behörde, wobei sie anderen zur Flucht nach Mato verhalf. Sie ist sehr auf Schönheit fixiert. Zusammen mit Aoba und Koko leitet sie das versteckte Dorf. Sie hat den Dämon Akura gezähmt.

##### Akura
Akura ist ein Spinnenartiger Dämon mit sechs Gliedmaßen. Für einen Dämon war er sehr intelligent und war sogar in der Lage, Waffen wie Speere und Bögen geschickt einzusetzen. Er wurde von Yachiho und Himari getötet. Seine Überreste wurden von Shikoku für einen verbesserten Dämon verwendet, welchen sie dann Kusetsu zur Verfügung stellte.

### Die Acht Donnergottheiten
Die Acht Donnergottheiten sind acht sehr mächtige Dämonen, welche es sich zum Ziel gesetzt haben, die Menschheit auszulöschen. Sie haben eine Humanoide Erscheinung und sind sehr mächtig.

#### Shikoku
Shikoku ist ein Mitglied der Acht Donnergottheiten. Sie ist recht klein und trägt einen schwarzen Kimono mit einer großen Schleife im Haar. Sie hat schwarzes Haar, wobei sich mehrere Strähnen ab der Hälfte zu Schlangen vereinen. Sie ist sehr neugierig und bevorzugt einen langsamen, aber effizienten Ansatz. Von allen Donnergottheiten, hat sie das größte Interesse an den Menschen und würde gerne einige übrig lassen. Sie geht ab und zu in die irdische Welt und besitzt mehrere Elektronische Geräte wie Handys, Fernseher und Spielekonsolen. Sie hat ein großes Interesse an Yuki entwickelt und versuchte sogar einmal ihn zu entführen. Sie besitzt mehrere Fähigkeiten. Sie kann mit ihren Schlangen, verschiedene Gifte einsetzen, andere fesseln und nutzt diese oft als Greifarme. Sie beherrscht eine Raum-Zeit-Technik, mit der sie sich und andere teleportieren kann und kann sogar einen gravitationssog erzeugen. Sie besitzt die Fähigkeit Dämonen zu verstärken und zu modifizieren. Sie entdeckte, dass sie in die Wohnheime des Regiments eindringen kann, wenn sie ihre Kräfte unterdrückt.

#### Rairen
Rairen ist ein Mitglied der Acht Donnergottheiten. Er ist ein großer Mann mit kräftigen Muskeln und einer sehr widerstandsfähigen Panzerung. Er kontrolliert Feuer und Blitze und ist sehr stark. Es war für ihn ein leichtes, den mächtigen Bannkreis von Ginna Bizen, während des Interleague Kampfes der 6ten und 7ten Einheit, mit einem Kopfstoß zu zerstören. Er würde die Zeitpläne am liebsten beschleunigen und wollte das Regiment und die Menschheit auslöschen, als erst 5 der 8 Donnergottheiten versammelt waren. Nach seiner Niederlage gegen Tenka, wurden seine Vorschläge abgelehnt.

#### Joryu
Joryu ist ein Mitglied der Acht Donnergottheiten. Sie ist eine sehr große und Frau mit großer körperlicher Kraft. Sie hat Flügel, dunkle Haut, langes helles Haar und ein Geweih. Sie bedeckt nur sehr wenig ihres Körpers. Sie ist recht schweigsam und ist von allen Donnergottheiten die sanftmütigste. Sie unterstützt oft Shikoku und zockt ab und zu mit ihr. Vor allem Kusetsu hat sie ins Herz geschlossen.

#### Kusetsu
Kustsu ist das drittjüngste Mitglied der Acht Donnergottheiten. Ursprünglich war sie nur ein Ei und ist das einzige Mitglied der Donnergottheiten, welches Essen muss. Sie kann ihre Kraft theoretisch ins unendliche steigern, da sie die Kraft und Fähigkeiten ihrer Opfer aufnimmt. Ihre Opfer lösen sich nicht auf, sondern bleiben in physischer Gestalt im inneren von Kusetsu und können auch aus ihr befreit werden. Sie hat eine lebhafte Persönlichkeit und ist sehr neugierig. Nachdem sie Coco und Naon verschlungen hatte, nahm sie kurze Zeit später eine humanoide Gestalt an. Sie hat langes weißes Haar mit roten Strähnen und hat mehrere Hörner auf dem Kopf, welche wie eine Krone wirken. Sie hat einen schlanken Körper und große Brüste und trägt ein freizügiges Gewand, schwarze Strümpfe und einen Umhang mit Federn, welche sie frei kontrollieren kann. Unter ihren Augen befinden sich Punkte, welche die Anzahl der von ihr absorbierten Personen anzeigen. Ihre Persönlichkeit ist stark durch Coco und Naon geprägt. Sie liebt Schönheit und mag es zu kämpfen, auch wollte sie nachdem sie wieder hunger bekam, nur schöne Dinge absorbieren. Sie nutzt Naons Hitori Shizuka und Cocos Manipulation der Körperflüssigkeiten und kann mithilfe ihres Umhanges Federn kontrollieren und fliegen. Mit diesen Federn, kann sie andere Betäuben und auch die Kontrolle über andere übernehmen. Sie ist in der Lage eine zweite Form anzunehmen; in dieser werden die Hörner auf ihrer Stirn länger, die Glaskörper ihrer Augen schwarz und ihre Haare werden zu einer langen wilden Mähne.
In Yokohama kämpfte sie gegen Mira, besiegte und absorbierte diese. Sie wurde kurz darauf von Kyoka und Yuki besiegt und wurde wieder zu einem Ei, welches von Kyoka vernichtet wurde. Ein Teil ihres Bewusstsein überlebte in Yuki, da sie ihm etwas ihres Speichels einflößte. Seitdem kommuniziert sie ab und zu mit Yuki, wenn dieser schläft oder bewusstlos ist.

## Veröffentlichung
Der Manga erscheint seit 2019 im Magazin Shōnen Jump+ bei Shūeisha. Der Verlag brachte die Kapitel auch gesammelt in bisher 17 Bänden heraus (Stand: Dezember 2024).
Eine deutsche Ausgabe wird seit Dezember 2020 von Crunchyroll in bisher 17 Bänden herausgegeben (Stand Juli 2025). Eine englische Fassung erscheint bei Yen Press, eine französische bei Kurokawa und eine italienische bei Panini Comics.
Im November 2021 wurde eine Umsetzung der Geschichte als Anime-Fernsehserie angekündigt. Die Ausstrahlung sollte zunächst 2023 erfolgen, wurde aber auf Januar 2024 verschoben.